# 출입국·외국인지원센터
출입국·외국인지원센터(出入國·外國人支援-)는 대한민국 법무부의 소속기관이다. 2013년 11월 1일 발족하였으며, 인천광역시 중구 영종해안북로1204번길 123에 위치하고 있다. 센터장은 서기관으로 보한다.

## 직무
- 난민신청자 등에 대한 입·퇴소자 관리
- 입소자에 대한 교육 프로그램 개발·운영
- 입소자 복지 및 의료 지원 등

## 연혁
- 2013년 11월 1일: 법무부 소속으로 출입국·외국인지원센터 설치.[2]

## 조직

### 센터장
- 운영지원팀
- 복지지원팀
- 교육운영팀